# Излань
Излань — река в России, протекает по Дубёнскому району и по границе с Атяшевским районом Мордовии. Устье реки находится в 56 км от устья Чеберчинки по правому берегу. Длина реки составляет 11 км.
Излань образуется слиянием водотоков Крыжня (слева) и Тюрин (справа). Основной приток Большая Излань впадает слева на высоте 210 метров в километре к западу от села Залесье.
На реке расположены нежилой населённый пункт Пашево и село Антоновка Поводимовского сельского поселения

## Данные водного реестра
По данным государственного водного реестра России относится к Верхневолжскому бассейновому округу, водохозяйственный участок реки — Сура от Сурского гидроузла и до устья реки Алатырь, речной подбассейн реки — Сура. Речной бассейн реки — (Верхняя) Волга до Куйбышевского водохранилища (без бассейна Оки).
Код объекта в государственном водном реестре — 08010500312110000036968.